# Golden Gate National Recreation Area
Die Golden Gate National Recreation Area ist ein durch den National Park Service verwaltetes National Recreation Area (Erholungsgebiet von Nationaler Bedeutung) rund um die San Francisco Bay. Es ist 2½-mal so groß wie die Stadt und das County San Francisco. Das Gebiet ist einer der größten städtischen Parks und meistbesuchten Parks weltweit.
Das Erholungsgebiet besteht dabei nicht aus einer zusammenhängenden Fläche, sondern erstreckt sich über Teilgebiete vom nördlichen San Mateo County bis im Süden zum Marin County und umfasst auch diverse Teilgebiete von San Francisco. Zum Park gehören unter anderem Muir Woods National Monument, Alcatraz und das Presidio of San Francisco. Er ist die Heimat von über 1200 Arten von Pflanzen und Tieren und besitzt eine Küstenlinie von über 90 Kilometern. Der Golden Gate Park ist nicht Teil des Erholungsgebietes, er wird eigenständig von der Stadt San Francisco verwaltet.

## Geschichte
Der Park wurde 1972 von Richard Nixon gegründet. Bei seiner Gründung standen 120 Millionen US-Dollar zur Verfügung, um entsprechend Land aufzukaufen. Von der US Army wurde Alcatraz und Fort Mason aufgekauft, von der Gulf Oil Corporation das Marin Headlands. Innerhalb der nächsten 30 Jahre wurde immer wieder Land von der U.S. Army, privaten Landbesitzern und der Industrie aufgekauft, so zum Beispiel Sweeney Ridge oder das historische Cliff House.
Im Jahr 1988 erklärte die UNESCO das Erholungsgebiet und 12 weitere angrenzende geschützte Gebiete zum Biosphärenreservat.

## Teile des Parks

### Marin County
| Nationalpark                 | Lage | Ansicht |
| ---------------------------- | ---- | --- |
| Fort Baker                   |      | Ehemaliger Armeeposten auf der Nordseite des Golden Gate; dort befindet sich u. a. auch eine Station der U.S. Coast Guard und das Bay Area Discovery Museum. |
| Marin Headlands              |      | Südwestteil von Marin County. Umfasst das Gebiet von Fort Cronkhite, Fort Barry, Muir Beach, Tennessee Valley, Gerbode Valley und Rodeo Valley. Dort befindet sich u. a. die Nike missile site, SF-88, das The Marine Mammal Center, der Leuchtturm von Point Bonita Lighthouse und ein Besucherzentrum (an der Rodeo Lagune gelegen). |
| Olema Valley                 |      | 10 Meilen Wiesen und Wälder, die sich von der Tomales Bay im Norden bis zur Bolinas Lagoon im Süden erstrecken. |
| Point Bonita Lighthouse      |      | Ein in Benutzung befindlicher Leuchtturm, der von der U.S. Coast Guard in Stand gehalten wird. |
| Stinson Beach                |      | Strand am Südende der Bolinas Lagoon; aufgrund einer nahe gelegenen Robbenkolonie sind dort gelegentlich Weiße Haie anzutreffen. |
| Muir Woods National Monument |      | Große Küstenmammutbäume (Sequoia sempervirens) dominieren den Wald, weiterhin zu finden sind Douglasien (Pseudotsuga menziesii), Oregon-Ahorn (Acer macrophyllum), Lithocarpus densiflorus, und Kalifornischer Lorbeer (Umbellularia californica).                                                                                     |

### San Francisco
- Alcatraz – Das berühmt-berüchtigte Gefängnis und gleichzeitig der erste und älteste noch im Betrieb befindliche Leuchtturm an der Westküste.
- China Beach – Ein kleiner Strand am Nordende des  Sea Cliff Districts in San Francisco in der Nähe des  Presidios.
- Cliff House – Ein historisches Restaurant am Nordende von  Ocean Beach mit Blick auf den  Pazifischen Ozean. Ursprünglich 1863 erbaut wurde es nach Bränden 1894 und 1907 jeweils wieder neu gebaut.
- Crissy Field – Ein renaturierter ehemaliger Flugplatz im Presidio direkt an der San Francisco Bay zwischen Marina Green und Golden Gate Bridge gelegen.
- Fort Funston – Ehemalige Verteidigungsanlage und Stellung (SF-59L) von  Nike Raketen; heute beliebt zum  Gleitschirmfliegen.
- Fort Mason – Ehemalige Militärbasis an der San Francisco Bay, deren Räume heute von gemeinnützigen Organisationen und für kulturelle Veranstaltungen genutzt werden.
- Fort Point National Historic Site – Eine Festung am Südende der Golden Gate Bridge, in der sich einst 126 Kanonen befanden, um die  Bay vor Angreifern zu schützen. Obwohl kurz vor dem Sezessionskrieg fertiggestellt, wurde von dort nie während Kampfhandlungen ein Schuss abgegeben.
- Mile Rock – Historischer Leuchtturm am Südwestrand des Golden Gate.
- Presidio von San Francisco – Ehemaliges Militärgelände. Dazu gehören die Battery Chamberlin, die einzige noch übriggebliebene Verschwindlafette („disappearing gun“) zur Verteidigung der Küste an der Westküste der USA, der  San Francisco Nationalfriedhof, Crissy Field,  Fort Point und Baker Beach.
- Baker Beach – Am Südwestende des  Presidios gelegener Geburtsort des Burning Man Festivals; außerdem ein beliebter Platz zum Sonnenbaden dessen Nordende „clothing-optional“ ist.
- Ocean Beach – Bei Wellenreitern beliebter Strand auf der Westseite von San Francisco.
- Sutro Baths – Ruinen eines 1881 erbauten, von Adolph Sutro gestifteten Hallenbades, nördlich des Cliff Houses gelegen.
- Sutro Heights – Parkanlage am Nordende von Ocean Beach.
- Lands End – Ein naturbelassenes Landstück an der Nordwestecke San Franciscos im Lincoln Park mit einer schönen Aussicht auf die Marin Headlands.

### San Mateo County

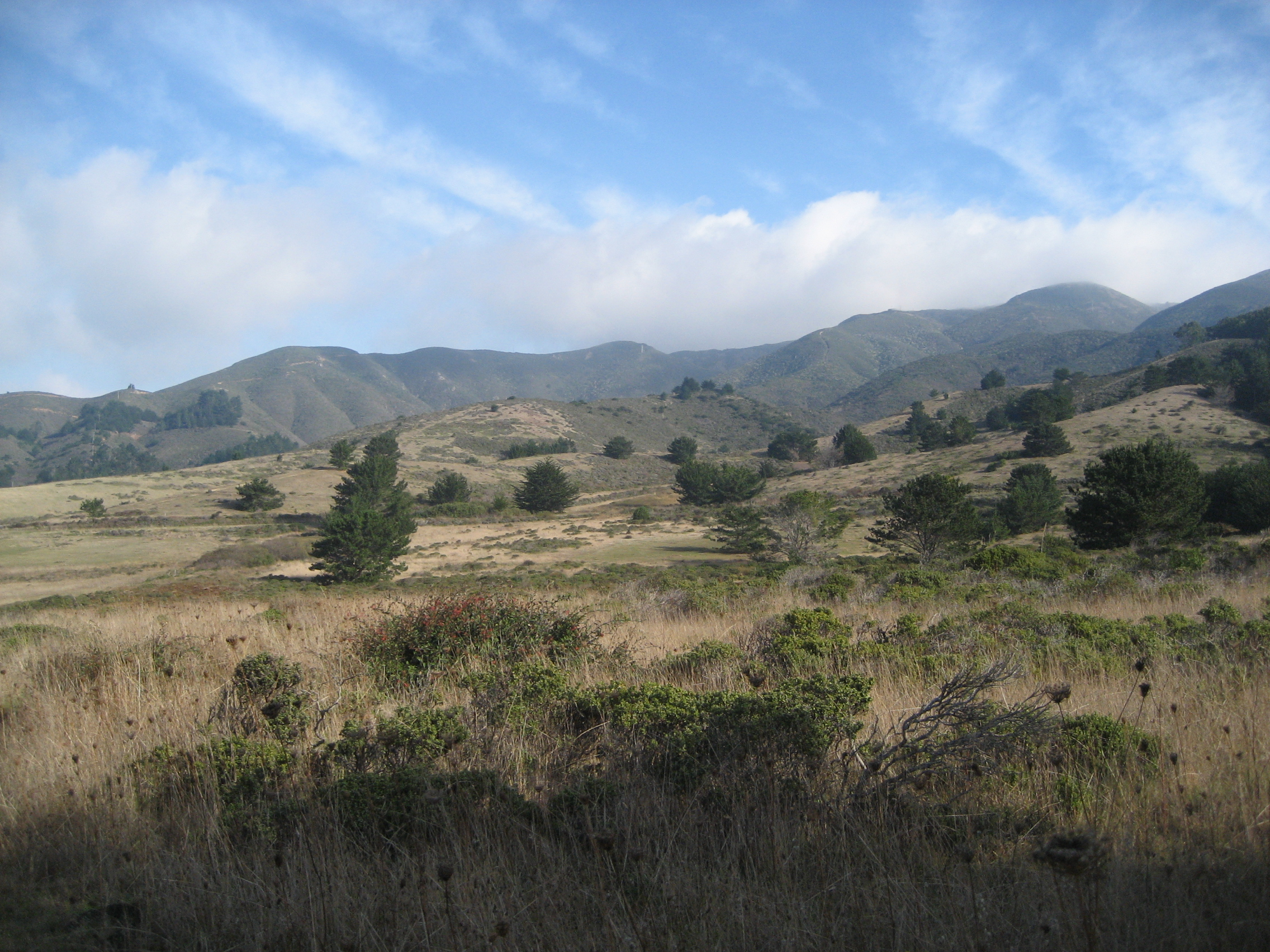
Rancho Corral de Tierra, 2011

- Milagra Ridge – Ein 240 Acre (ca. 1 km²) großes Gebiet, das früher der Nike-Raketenstützpunkt SF-51L war und heute mehrere gefährdete Arten beherbergt.
- Phleger Estate – Teil des Bay Area Ridge Trail, mit Küstenmammutbäumen und anderen einheimischen Pflanzen.
- Sweeney Ridge – Ort, an dem der spanische Forschungsreisende Gaspar de Portolà die San Francisco Bay entdeckte. Hier befanden sich im Zweiten Weltkrieg Beobachtungsposten und später der Nike-Raketenstützpunkt SF-51C.
- Mori Point – Ein kleines unbesiedeltes Gebiet in der Stadt Pacifica, die letzte Erweiterung der Golden Gate National Recreation Area.
- Rancho Corral de Tierra – 3800 Acres (15,4 km²) Buschland, Wald und landwirtschaftliche Flächen an den Küstenbergen zwischen El Grenada und Montara (Kalifornien). Die Flächen wurden von der Naturschutzorganisation Peninsula Open Space Trust angekauft und im Dezember 2011 an den National Park Service zur Erweiterung des National Recreation Areas übergeben.[1]